# Langflügelfledermaus
Die Langflügelfledermaus (Miniopterus schreibersii) ist eine Fledermausart aus der gleichnamigen Gattung. Der wissenschaftliche Artname ehrt den österreichischen Naturforscher Karl Franz Anton von Schreibers (1775–1852).

## Merkmale
Die Langflügelfledermaus ist eine mittelgroße Fledermaus mit einer Kopf-Rumpf-Länge von 5,00 bis 6,25 Zentimetern, einer Schwanzlänge von 5,6 bis 6,4 Zentimetern und einer Flügelspannweite von 30 bis 34 Zentimetern bei einem Gewicht von 9 bis 16 Gramm. Das Rückenfell ist grau bis graubraun, teilweise mit lila Schimmer, die Bauchseite ist heller grau. Es können jedoch auch albinotische und auch teilalbinotische Tiere vorkommen. Am Kopf ist das Fell kurz und abstehend. Regional besitzen Tiere in Rumänien und Bulgarien einen gelb- bis zimtbraunen Kehlfleck, der deutlich abgesetzt ist. Die Schnauze, die Ohren und die Flughäute sind graubraun, der Tragus gelblichweiß.
Die Schnauze ist verhältnismäßig kurz und stumpf und die Stirn gewölbt, die Ohren sind im Verhältnis zum Kopf klein und dreieckig, sie überragen den Scheitel des Kopfes nicht. Die Ohren besitzen vier bis fünf Querfalten und einen kurzen Tragus, der nach innen gebogen und an der Spitze abgerundet ist.
Ihren Namen bekam die Art durch die langen, sich nach hinten verschmälernden, dunkelbraunen Flügel. Dabei ist das 2. Glied des dritten Fingers etwa dreimal so lang wie das 1. Glied. Die Armflughaut setzt an der Ferse der Füße an, die vergleichsweise lang sind. Die Art besitzt kein Epiblema und der Calcar erreicht eine Länge von etwa einem Drittel bis der Hälfte der Länge der Schwanzflughaut.

## Verbreitung

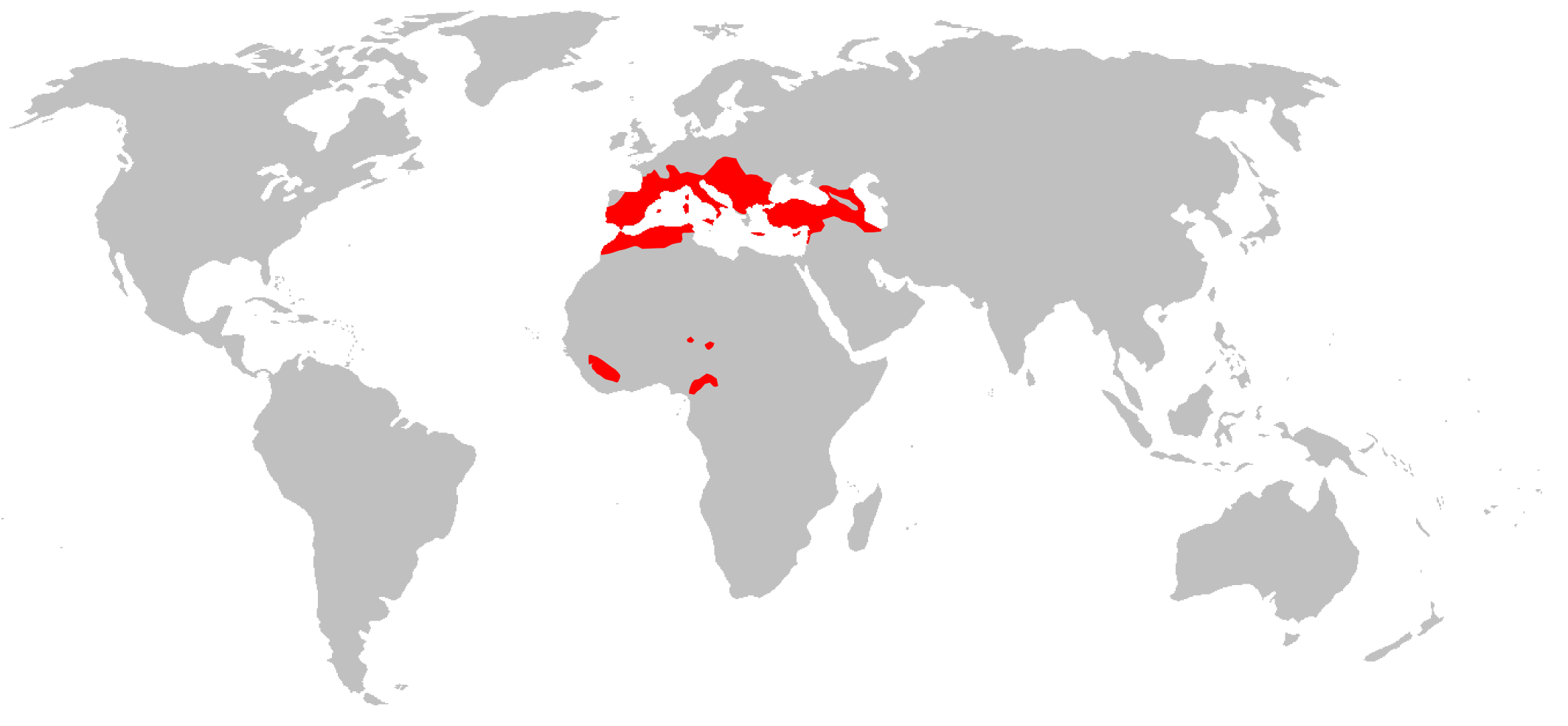
Verbreitungsgebiet der Langflügelfledermaus

Die Langflügelfledermaus kommt vom Südwesten (Grenzverbreitung Zentralfrankreich, Südwestdeutschland) und Südosten Europas  (Grenzverbreitung Tschechien, Südostösterreich), über den ganzen Mittelmeerraum von Teilen Nord- und Westafrikas über Anatolien und den Mittleren Osten bis in den Kaukasus vor. In Nordafrika ist sie dabei aus Marokko, Algerien, Tunesien und Libyen bekannt, in Westafrika ist sie in Guinea, Sierra Leone, Liberia, Nigeria und Kamerun verbreitet.  Diese Fledermaus kommt in Höhen bis 1.400 Meter vor.
Früher wurde eine Verbreitung bis Japan und Südaustralien angegeben, die ehemaligen Subspecies Miniopterus fuliginosus (Östliche Langflügelfledermaus) und Miniopterus oceanensis (Australasiatische Langflügelfledermaus) werden aber heute als eigene Art geführt.

## Lebensweise

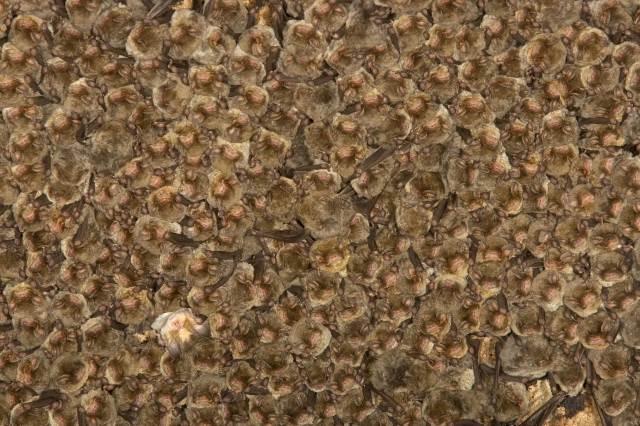
Langflügelfledermäuse im Cluster an Höhlendecke hängend

Es handelt sich um eine Höhlenart, die sowohl in der Ebene wie auch im Gebirge und in Karstgebieten vorkommt. Als Sommer- und Winterquartiere werden vor allem Höhlen, Keller und Stollen mit Temperaturen zwischen 7 und 12 °C bewohnt. Zudem werden auch Quartiermöglichkeiten an und in Gebäuden genutzt. Die Fledermäuse hängen frei an der Wand und von der Decke, teilweise in größeren Gruppen.
Im Winter halten die Tiere einen Winterschlaf von November bis Ende März, dabei wurden in Rumänien bis zu 10.000 Tiere im gleichen Winterquartier nachgewiesen.

### Ernährung und Jagdverhalten

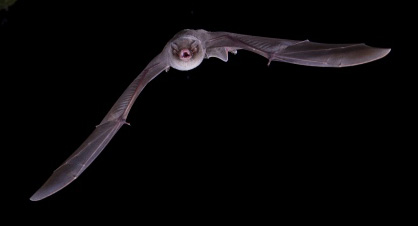
Langflügelfledermaus im Flug

Die Art ernährt sich von kleinen Insekten wie Käfern, Nachtfaltern und Zweiflüglern und bejagt sie kurz nach Eintritt der Dämmerung mit Echoortungslauten von 52 bis 58 kHz bei 20 Rufen pro Sekunde. Dabei ist sie sehr ausdauernd und schnell. Bei den Ausflügen von bis zu 12 Stunden werden teilweise Strecken von 700 Kilometern zurückgelegt. Mit einer Fluggeschwindigkeit von 50 bis 55 km/h ist sie die schnellste Fledermaus in Europa.

### Fortpflanzung und Entwicklung
Die Weibchen erreichen die Geschlechtsreife im zweiten Lebensjahr. Die Paarungszeit beginnt im Spätsommer. Anders als bei allen anderen europäischen Fledermausarten findet die Befruchtung der Eizelle schon kurz nach der Paarung statt. Danach wird die  Entwicklung der befruchteten Eizelle gestoppt und erst im Frühjahr fortgesetzt.
Die Weibchen bilden Wochenstuben an Höhlendecken, die oft mehr als 1000 Tiere umfassen, in Bulgarien sind Wochenstuben mit bis zu 14.000 Tieren bekannt. Häufig halten sich auch Männchen in den Wochenstuben auf. Ende Juni bis Anfang Juli kommen die Jungtiere zur Welt. Meist wird von einem Weibchen ein Junges zur Welt gebracht, selten zwei. Es wurde schon beobachtet, dass einige Mütter neben ihrem eigenen Nachwuchs noch ein fremdes Junge säugen. Die Jungtiere wachsen schnell; innerhalb von 56 Tagen wächst der Unterarm von 17 Millimeter bei den Neugeborenen auf 46 Millimeter bei den flugfähigen Jungtieren. Die Flugfähigkeit erreichen die Tiere am 37. bis 41. Tag nach der Geburt.
Das nachgewiesene Höchstalter einer Langflügelfledermaus liegt bei etwa 16 Jahren.

## Bedrohung und Schutz
In Deutschland gilt diese Art als ausgestorben beziehungsweise verschollen. Im Jahre 1996 wurde ein Einzeltier entdeckt. Die letzte bekannte Kolonie bestand 1958 in Süddeutschland. 
In Österreich, wo sie noch Mitte des 20. Jahrhunderts gute Bestände hatte, 1980 aber nurmehr an wenigen Fundorten beobachtet wurde, galt die Art seit Ende des 20. Jahrhunderts als verschollen, 2011 wurde aber in Klöch in der Südoststeiermark wieder eine Brutkolonie entdeckt.
In der Schweiz wird sie als vom Aussterben bedroht gelistet. Auch in anderen europäischen Ländern ist sie gefährdet. Wegen des signifikanten Rückgangs des Bestandes ist die Langflügelfledermaus in der Roten Liste der IUCN als Art der Vorwarnliste (near threatened) geführt.
Die Langflügelfledermaus wird von der Europäischen Union in den Anhängen II und IV der FFH-Richtlinie geführt und gilt somit als streng zu schützende Art von gemeinschaftlichem Interesse, für deren Erhalt besondere Schutzgebiete ausgewiesen werden müssen.

## Belege
1. 1 2 3 4 5 6 7 8 9  Wilfried Schober, Eckhard Grimmberger: Die Fledermäuse Europas – Kennen, bestimmen, schützen. 2. aktualisierte Auflage, Franckh-Kosmos Verlags-GmbH, Stuttgart 1998; Seiten 196–198. ISBN 3-440-07597-4.
2. 1 2 3  Erich Sodiurek: Die Langflügelfledermaus im Burgenland. In: Verband Österreichischer Höhlenforscher: Die Höhle 10 (1959), S. 8–10, zobodat.at [PDF]
3. 1 2  Miniopterus schreibersii in der Roten Liste gefährdeter Arten der IUCN 2011. Eingestellt von: A. M. Hutson u. a., 2008. Abgerufen am 1. Januar 2012.
4. 1 2  Friederike Spitzenberger: Die Langflügelfledermaus (Miniopterus schreibersi KÜHL, 1819) in Österreich. – Mammalia austriaca 5. In: Mitt. Abt. Zool. Landesmus.  Joanneum Jg. 10 (1981), Heft 2, S. 139–156, Graz 1981, zobodat.at [PDF]
5. ↑  Kurt Bauer, Hans Steiner: Beringungsergebnisse an der Langflügelfledermaus (Miniopterus schreibersi) in Österreich. In: Bonn zoological Bulletin (früher Bonner Zoologische Beiträge) 11 (1960), S. 36–53, zobodat.at [PDF]
6. ↑  "Ausgestorbene" Fledermausart wiederentdeckt. science.ORF.at, 6. Juli 2011.
7. ↑  Langflügelfledermaus. natur.vulkanland.at